# Szárazd
Szárazd (németül: Sarasch) község Tolna vármegyében, a Tamási járásban.

## Fekvése
A település a Tolnai-Hegyháton, két domb között helyezkedik el; közelében folyik a Kapos, amelybe innen nem messze folyik bele a Koppány. Zsákfalunak tekinthető, közúton ugyanis csak a 63 122-es számú mellékúton érhető el, amely a 6313-as útból ágazik ki Gyönk északi határában, Gerenyáspuszta külterületi településrész mellett.
Vonattal elérhető a (Budapest–)Pusztaszabolcs–Pécs-vasútvonalon, amelynek egy megállási pontja van itt, Szárazd megállóhely; utóbbi közúti elérését csak önkormányzati fenntartású utak biztosítják.

## Története
Lakossága 1945-ben erősen kicserélődött: a kitelepített sváb lakosság helyére a Beneš-dekrétumok miatt a Felvidékről (Perbetéről) kitelepített lakosokat költöztettek.
Zsáktelepülés, azaz nincs átmenő forgalom. A háború után a településen igen élénk kulturális élet folyt, ami később a munkalehetőségek és a megélhetési viszonyok ellehetetlenedése miatt visszafejlődött.

## Közélete

### Polgármesterei
- 1990–1994: Várkonyi Henrik (független)[3]
- 1994–1998: Várkonyi Henrik (független)[4]
- 1998–2002: Várkonyi Henrik (független)[5]
- 2002–2006: Várkonyi Henrik (független)[6]
- 2006–2010: Budai Mária (független)[7]
- 2010–2014: Budai Mária (független)[8]
- 2014–2019: Orbán Attila (független)[9]
- 2019–2024: Szabó Lászlóné (független)[10]
- 2024– : Szabó Lászlóné (független)[1]

## Népesség
A település népességének változása:
| Lakosok száma | 234  | 235  | 223  | 248  | 221  | 234  | 213  |
|               | 2013 | 2014 | 2015 | 2021 | 2022 | 2023 | 2024 |

A 2011-es népszámlálás során a lakosok 97,5%-a magyarnak, 4,6% cigánynak, 17,8% németnek, 0,4% szlováknak mondta magát (a kettős identitások miatt a végösszeg nagyobb lehet 100%-nál). A vallási megoszlás a következő volt: római katolikus 40,7%, református 8,7%, evangélikus 21,2%, felekezeten kívüli 20,3% (7,9% nem nyilatkozott).
2022-ben a lakosság 87,8%-a vallotta magát magyarnak, 22,6% németnek, 1,4% cigánynak, 0,5-0,5% románnak, ruszinnak és horvátnak, 4,5% egyéb, nem hazai nemzetiségűnek (7,2% nem nyilatkozott; a kettős identitások miatt a végösszeg nagyobb lehet 100%-nál). Vallásuk szerint 14,9% volt római katolikus, 11,8% evangélikus, 7,2% református, 14,5% egyéb keresztény, 1,8% egyéb katolikus, 19,9% felekezeten kívüli (29,9% nem válaszolt).

## Nevezetességei
Evangélikus templom – orgonával.